# Gra o tron (gra karciana)
Gra o Tron - Gra Karciana (HBO) (ang. Game of Thrones: The Card Game) – dwuosobowa gra karciana wydana przez Fantasy Flight Games w 2010 według projektu Erica M. Langa oraz Christiana T. Petersena. Gra powstała na kanwie serialu HBO Gra o Tron, którego akcja rozgrywa się w świecie przedstawionym w serii powieści fantasy George’a R.R. Martina pod tytułem Pieśń lodu i ognia. Polskie tłumaczenie zostało przygotowane przez wydawnictwo Galakta.

## Mechanika gry
Mechanika gry została oparta na grze karcianej A Game of Thrones: The Card Game, jednak celem dotarcia do większej ilości graczy zasady zostały nieco uproszczone.
Gra toczy się pomiędzy dwójką graczy reprezentujących walczące ze sobą rody Lannisterów i Starków. Gracze maja do dyspozycji karty z wizerunkami postaci serialowych, dzięki którym rozgrywają bitwy i intrygi jak bohaterowie stworzeni przez George’a R.R. Martina. Każdy reprezentant rodu wyzywa przeciwnika poprzez zagranie karty fabuły, dzięki której zdobywa przewagę, by kolejno zmobilizować siły wynikające z postaci, obszarów, a także dodatków. Gracze otrzymują do dyspozycji karty wyzwań Wojskowych, Intryg oraz Władzy. Za każde wygrane wyzwanie przydzielane są punkty władzy. Wygrywa gracz, który jako pierwszy zdobędzie 15 punktów władzy.

## Zawartość pudełka z grą
W skład pudełka wchodzą:
- 50 kart Lannisterów
- 50 kart Starków
- 30 znaczników mocy
- 24 żetony złota
- 2 chorągwie rodów
- instrukcja